# Tabwakea
Tabwakea est le principal village de l'île Christmas, un atoll du Sud de  l'océan Pacifique appartenant à la république des Kiribati.

## Etymologie
Tabwakea (ancienne orthographe Tabakea) signifie « tortue » en gilbertin, ce qui fait référence au premier nom de l'île donné par James Cook lors de sa découverte en 1777, l'île des Tortues. L'île des Tortues deviendra plus tard l'île Christmas.

## Situation
La localité de Tabwakea se trouve sur l'île Christmas, qui se situe elle-même dans les îles de la Ligne à 187 km au nord de l'équateur terrestre, à 2 131 km au sud d'Honolulu, aux îles Hawaï, à 2 208 km à l'ouest-nord-ouest de Nuku Hiva (îles Marquises), à 2 285 km au nord-nord-ouest de Papeete (Tahiti), et 2 550 km au nord d'Avarua, la capitale des îles Cook.

## Population
Tabwakea compte 3 522 habitants au recensement de 2020.